# 굴소스

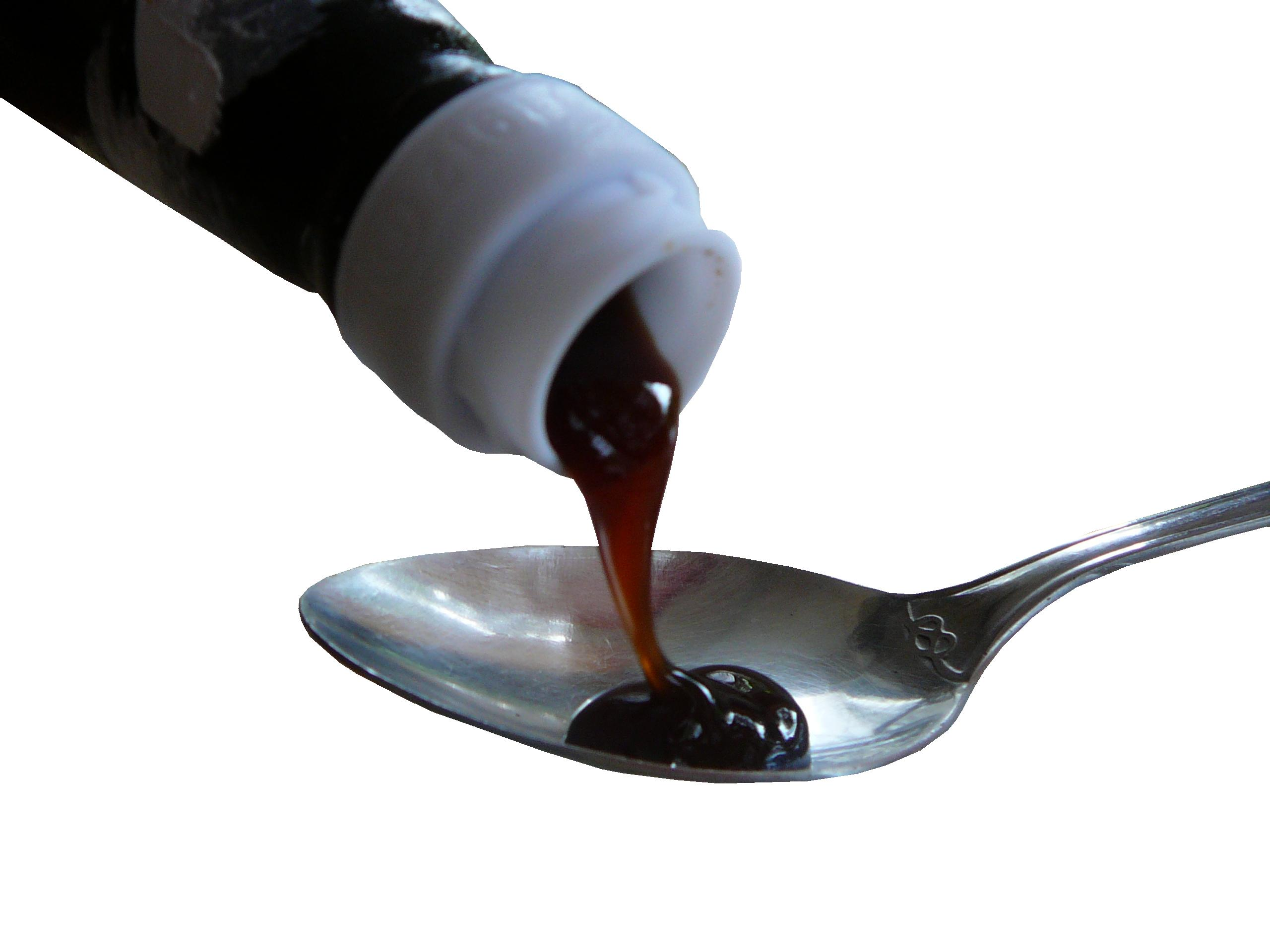
굴소스

굴소스(중국어: 蠔油, 영어: oyster sauce)는 신선한 생굴을 오래동안 끓여서 나오는 국물과 굴을 따라내서 곱게 갈아버린 뒤 밀가루, 녹말가루 등을 넣어 걸쭉하게 만든 소스이다. 간장과 캐러멜 색소로 색을 입혔기 때문에 어두운 갈색을 띈다. 일반적으로 시판 되는 굴소스는 간장, 설탕, 옥수수가루, 캐러멜 색소 등의 보존료를 섞었으나 중국 해안지방 마을이나 홍콩의 신지에(新界)지역에서 전통적인 방식으로 만든 굴소스는 보존료를 일절 넣지 않으며, 각 집안 대대로 전해 내려오는 비법을 통해 소량으로 생산한다. 한국에서 생산되는 굴소스는 말린 새우 등을 첨가해서 다른 맛을 내기도 한다.
대표적인 중국식 소스로 알려져 있으며 광둥 요리를 중심으로 태국, 베트남, 크메르 요리 등에서 자주 사용되며, 볶음요리, 조림, 튀김 등으로 두루 쓰이고 테이블 양념으로도 사용된다. 대개 달걀과 국수, 채소와 쇠고기와 닭고기 같은 육류에 잘 어울리나, 해산물 요리를 쓸 때에는 섬세한 향미를 압도해버릴 수 있으므로 주의해야한다. 채식주의자들을 위해 버섯으로 만든 굴소스도 있다.
중국의 광동 지역에서는 굴을 소금에 절여 말린 것을 조미료로 사용하였으나 1888년 광둥성 주하이 시의 이금상이 제조과정에서 나오는 국물에 감칠맛이 많이 나는 것을 알게 되었고, 이를 이용하여 굴소스의 원형을 만들게 된다. 이금상은 1902년 마카오에서 이금기유한공사라는 식품회사를 세워서 굴소스 생산을 시작하고, 1932년에는 홍콩에 지사를 설립하게 된다. 이곳에 생산하는 굴소스인 이금기특급호유(李錦記特級蠔油)가 대중적으로 알려진 굴소스 브랜드이다.
한국에서 굴소스는 한동안 중국 등지의 수입에 의존해왔으며 대중적으로 널리 알려지지 않았으나 굴소스를 이용한 요리법 등이 인터넷과 TV 등을 통해 퍼져나가면서 현재는 한국의 식품회사에서도 굴소스를 생산하고 있다.

## 같이 보기
- 어장 (음식)
- 해선장